# Nephrotoma mexicana
Nephrotoma mexicana är en tvåvingeart som först beskrevs av Pierre Justin Marie Macquart 1846.
Nephrotoma mexicana ingår i släktet Nephrotoma och familjen storharkrankar. Inga underarter finns listade i Catalogue of Life.